# Castanopsis griffithii
Castanopsis griffithii är en bokväxtart som beskrevs av Aimée Antoinette Camus. Castanopsis griffithii ingår i släktet Castanopsis och familjen bokväxter.
Artens utbredningsområde är Burma. Inga underarter finns listade.